# Echeveria pulidonis
Echeveria pulidonis är en fetbladsväxtart som beskrevs av Walther. Echeveria pulidonis ingår i släktet Echeveria och familjen fetbladsväxter. Inga underarter finns listade i Catalogue of Life.

## Bildgalleri

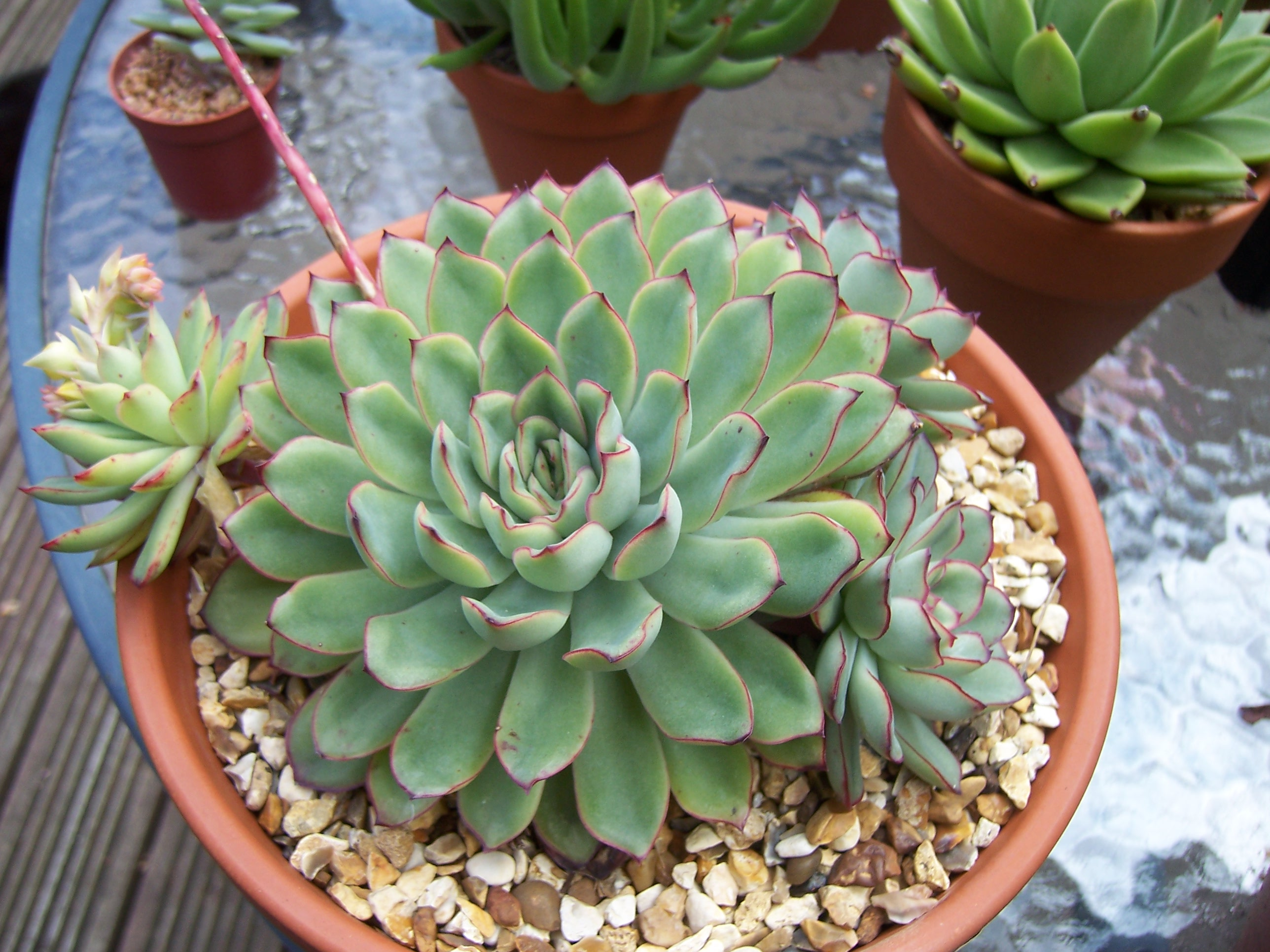
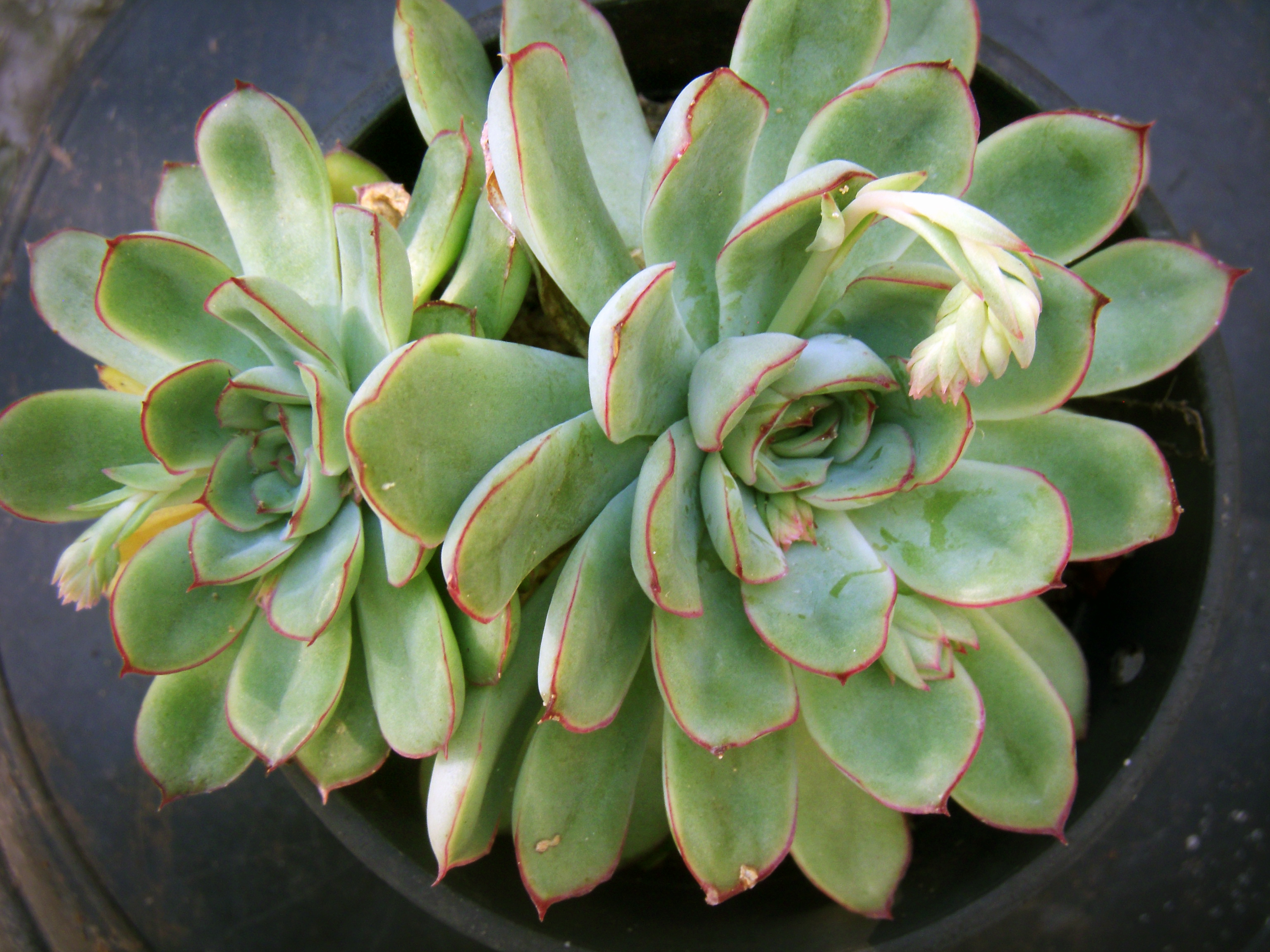
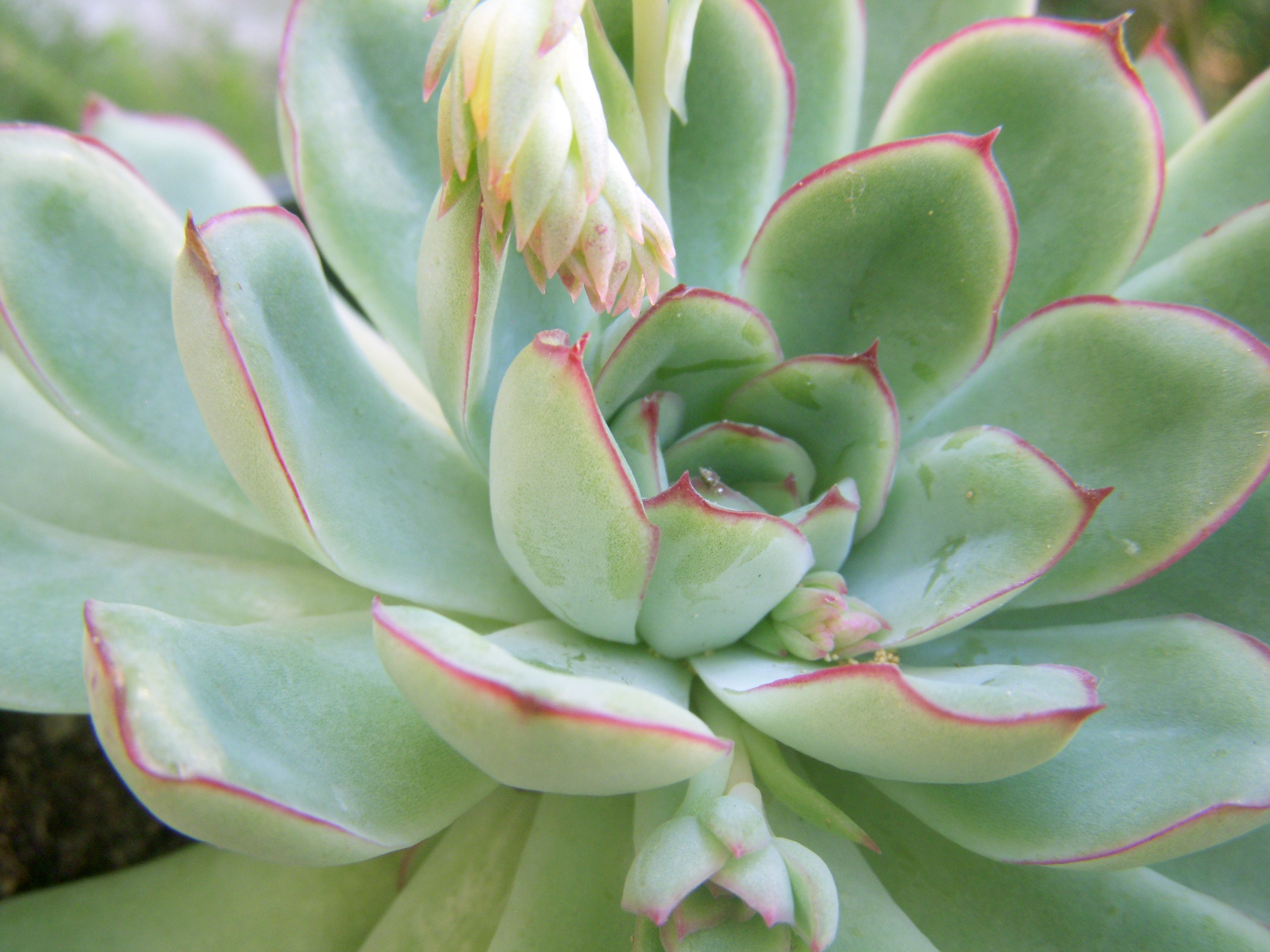
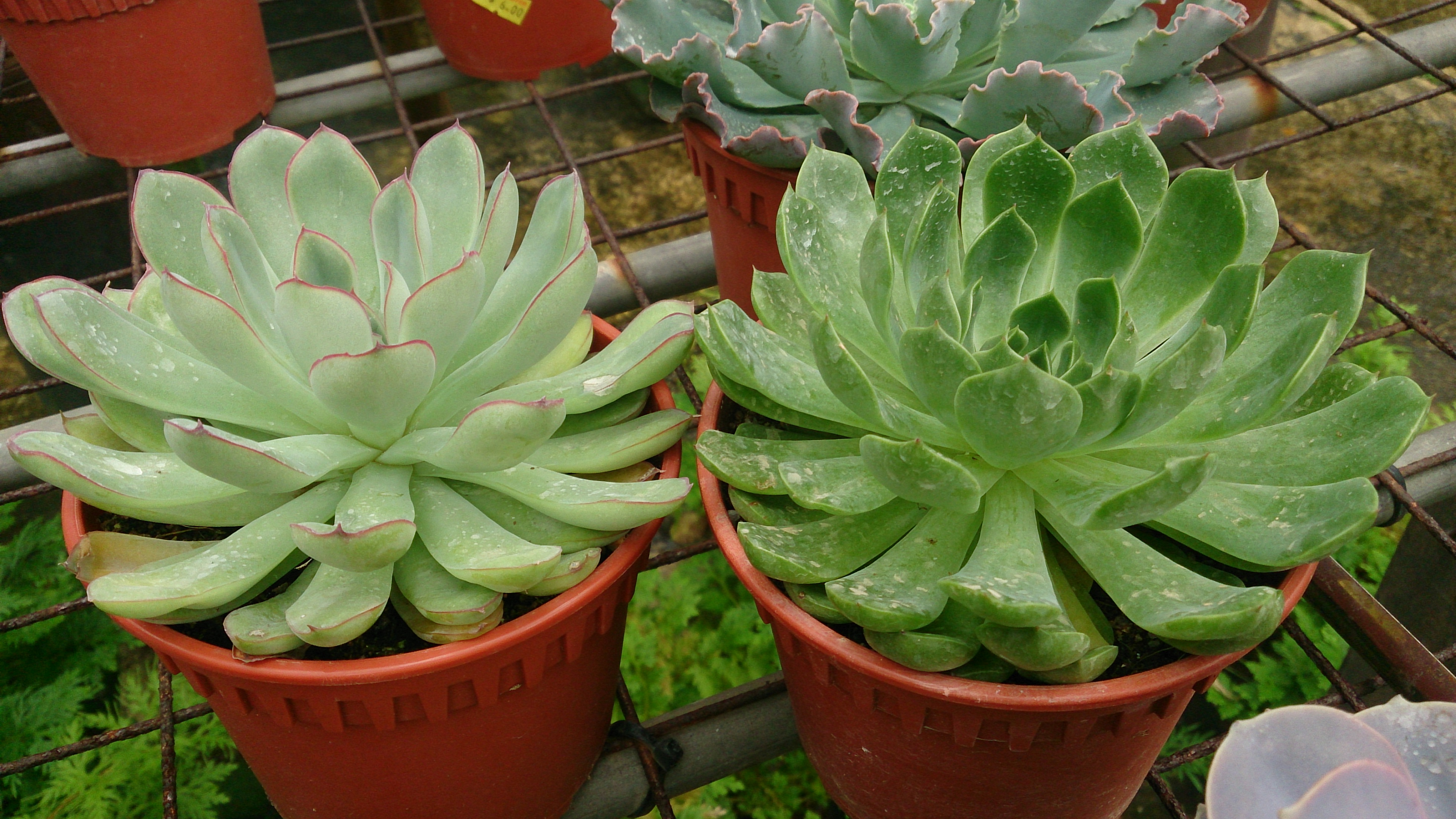
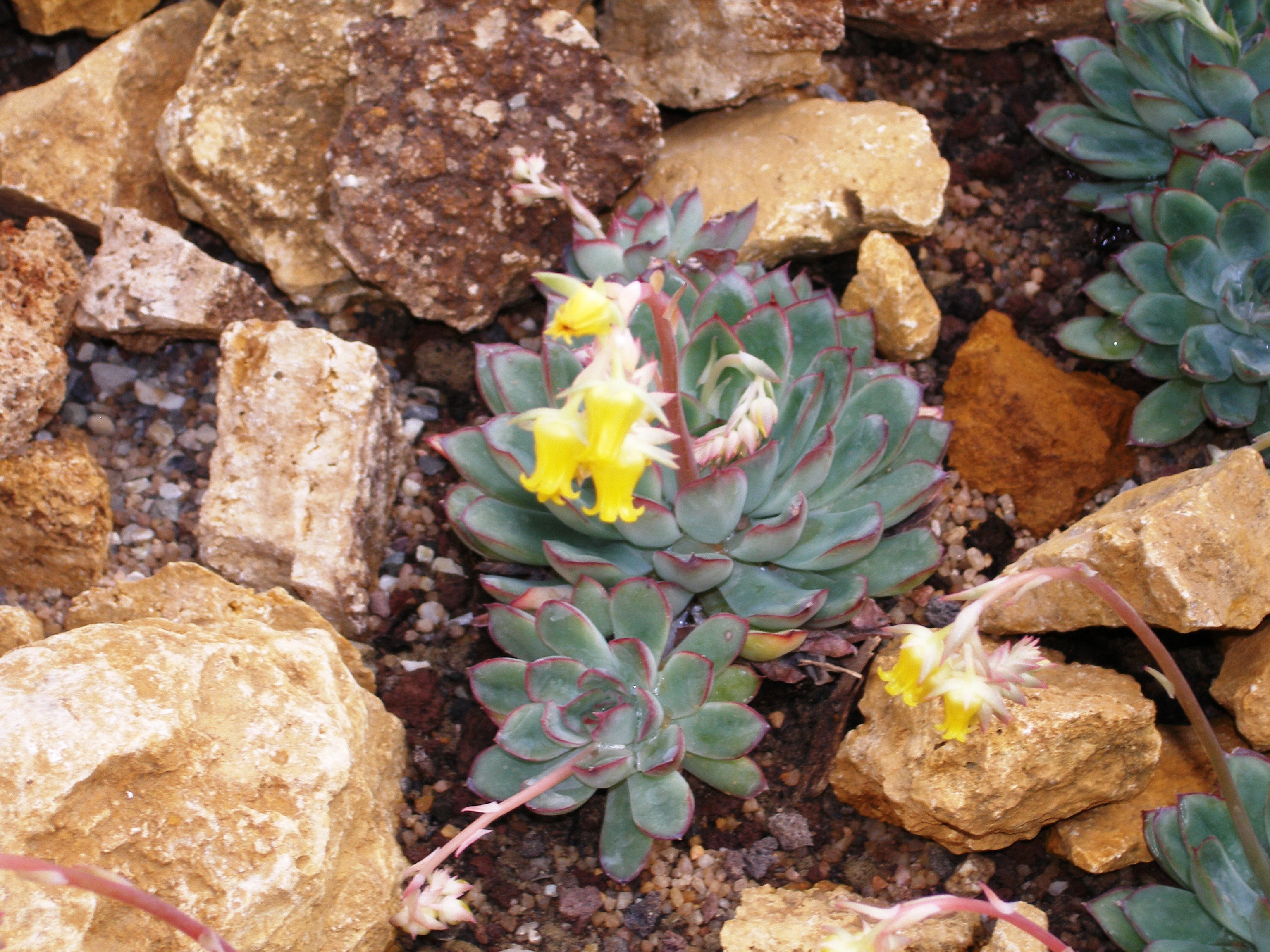
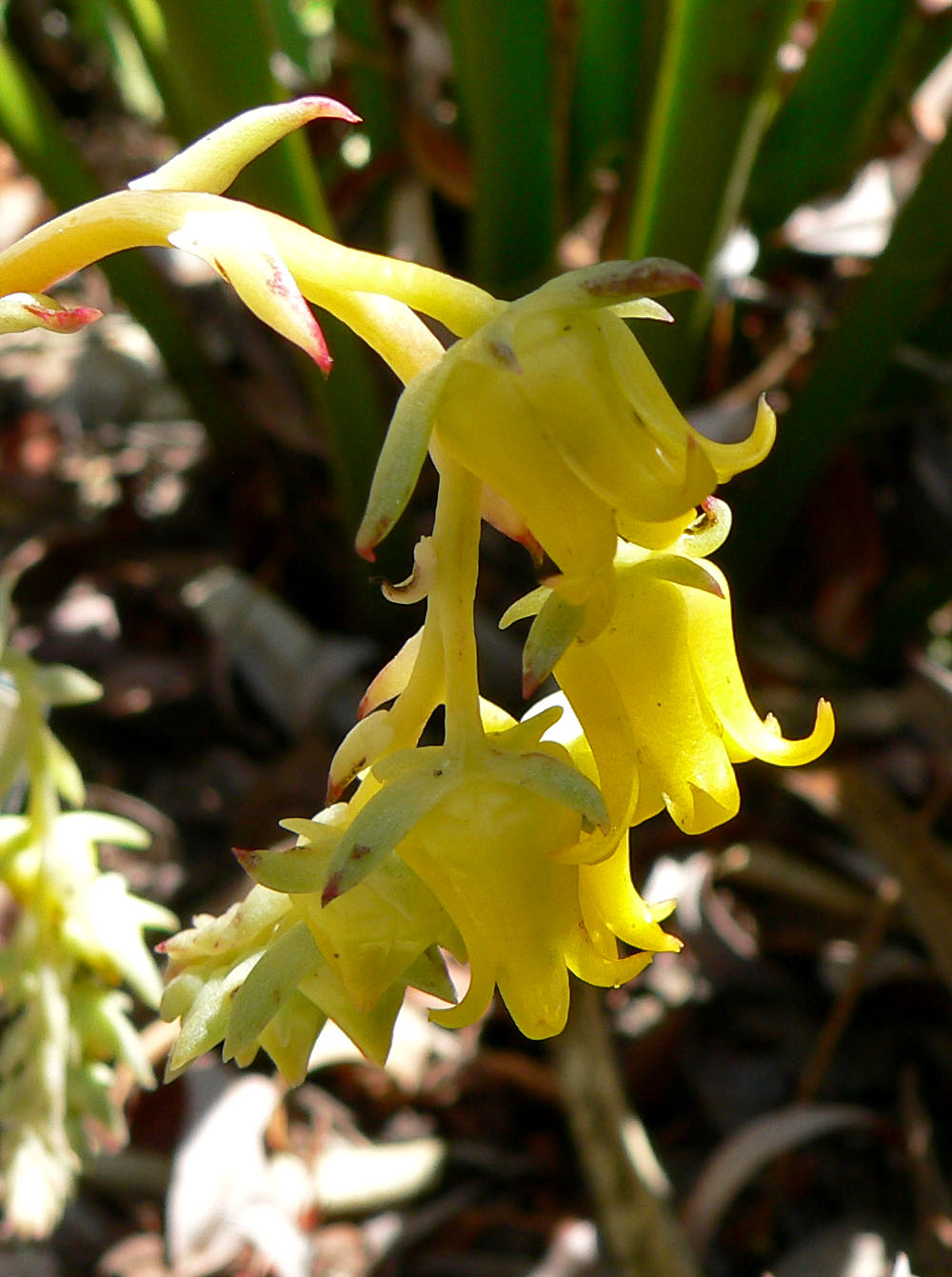